# Krempe
Krempe is een gemeente in de Duitse deelstaat Sleeswijk-Holstein, en maakt deel uit van de Kreis Steinburg.
Krempe (Steinburg) telt 2.346 inwoners.
Aasbüttel ·
Aebtissinwisch ·
Agethorst ·
Altenmoor ·
Auufer ·
Bahrenfleth ·
Beidenfleth ·
Bekdorf ·
Bekmünde ·
Besdorf ·
Blomesche Wildnis ·
Bokelrehm ·
Bokhorst ·
Borsfleth ·
Breitenberg ·
Breitenburg ·
Brokdorf ·
Brokstedt ·
Büttel ·
Christinenthal ·
Dägeling ·
Dammfleth ·
Drage ·
Ecklak ·
Elskop ·
Engelbrechtsche Wildnis ·
Fitzbek ·
Glückstadt ·
Grevenkop ·
Gribbohm ·
Hadenfeld ·
Heiligenstedten ·
Heiligenstedtenerkamp ·
Hennstedt ·
Herzhorn ·
Hingstheide ·
Hodorf ·
Hohenaspe ·
Hohenfelde ·
Hohenlockstedt ·
Holstenniendorf ·
Horst (Holstein) ·
Huje ·
Itzehoe ·
Kaaks ·
Kaisborstel ·
Kellinghusen ·
Kiebitzreihe ·
Kleve ·
Kollmar ·
Kollmoor ·
Krempdorf ·
Krempe ·
Kremperheide ·
Krempermoor ·
Kronsmoor ·
Krummendiek ·
Kudensee ·
Lägerdorf ·
Landrecht ·
Landscheide ·
Lockstedt ·
Lohbarbek ·
Looft ·
Mehlbek ·
Moordiek ·
Moorhusen ·
Mühlenbarbek ·
Münsterdorf ·
Neuenbrook ·
Neuendorf b. Elmshorn ·
Neuendorf-Sachsenbande ·
Nienbüttel ·
Nortorf ·
Nutteln ·
Oelixdorf ·
Oeschebüttel ·
Oldenborstel ·
Oldendorf ·
Ottenbüttel ·
Peissen ·
Pöschendorf ·
Poyenberg ·
Puls ·
Quarnstedt ·
Rade ·
Reher ·
Rethwisch ·
Rosdorf ·
Sankt Margarethen ·
Sarlhusen ·
Schenefeld ·
Schlotfeld ·
Silzen ·
Sommerland ·
Stördorf ·
Störkathen ·
Süderau ·
Vaale ·
Vaalermoor ·
Wacken ·
Warringholz ·
Westermoor ·
Wewelsfleth ·
Wiedenborstel ·
Willenscharen ·
Wilster ·
Winseldorf ·
Wittenbergen ·
Wrist ·
Wulfsmoor